# 콜트 자동권총탄

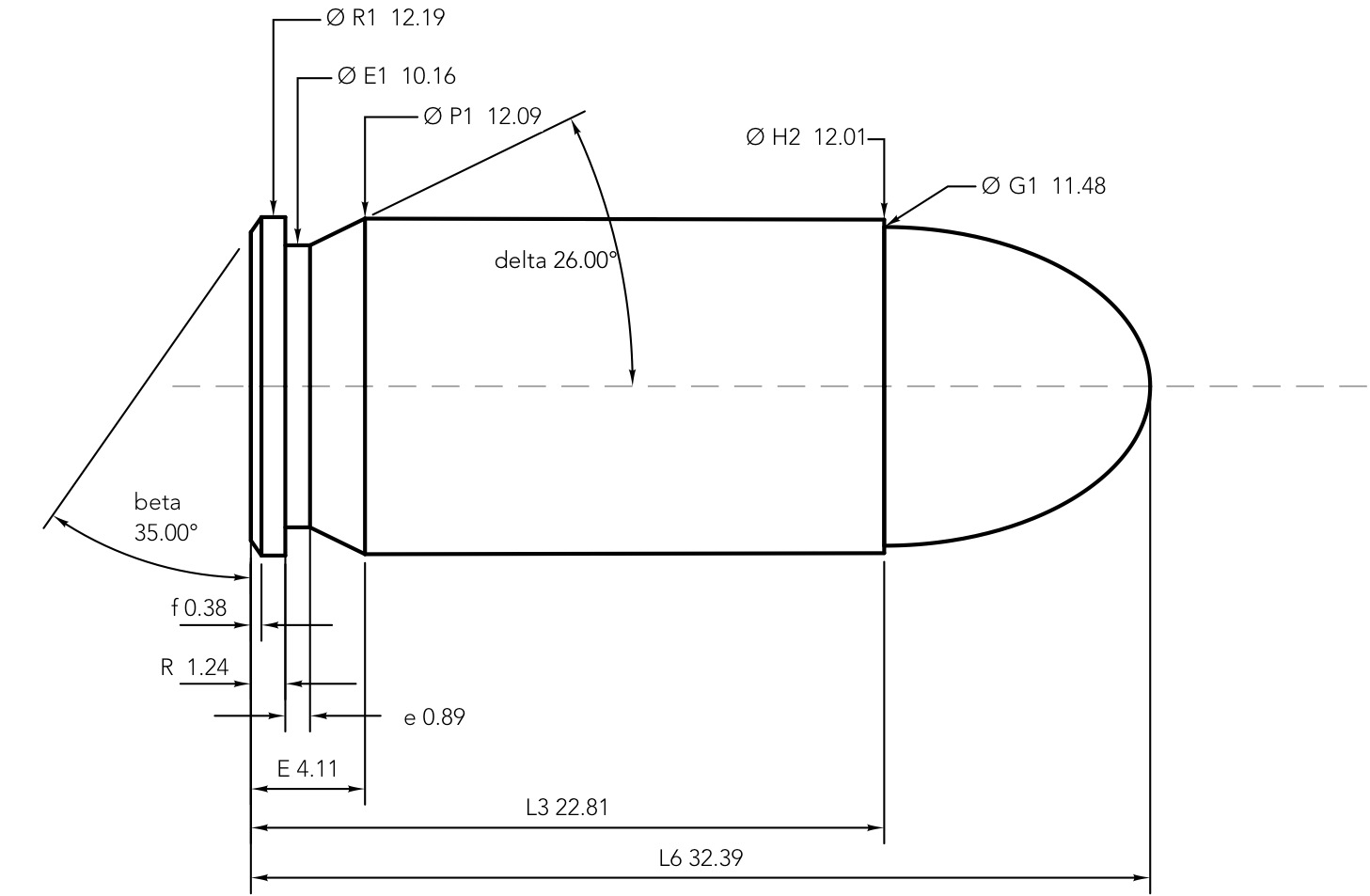
.45 ACP 설계도. ACP 시리즈는 크기만 다를 뿐 모양은 거의 대동소이하다.

콜트 자동권총탄(Automatic Colt Pistol; ACP)은 존 브라우닝이 설계한 여러 탄약군을 총칭하는 것으로, 주로 콜트 및 에르스탈에서 만든 권총의 탄종으로 사용된다.

## 종류
- .25 ACP
- .32 ACP
- .380 ACP
- .38 ACP - 폐기. .38 슈퍼로 대체.
- .45 ACP